# Maison de Habsbourg-Este
Pour les articles homonymes, voir Habsburg.
 (août 2024).
Si vous disposez d'ouvrages ou d'articles de référence ou si vous connaissez des sites web de qualité traitant du thème abordé ici, merci de compléter l'article en donnant les références utiles à sa vérifiabilité et en les liant à la section « Notes et références ».
La maison de Habsbourg-Este (italien : Casa d'Asburgo-Este ; allemand : Haus Österreich-Este), titulaire du titre d'archiduc d'Autriche-Este (italien : Arciduca d'Austria-Este ; allemand : Erzherzog von Österreich-Este), est une branche cadette de la maison de Habsbourg-Lorraine et descend également de la maison d'Este. Elle a été fondée en 1771 par le mariage de  Ferdinand d'Autriche et de Marie-Béatrice d'Este, fille unique du future duc de Modène, Hercule III de Modène. Après la mort d'Hercule III en 1803, la lignée masculine de la famille Este a pris fin et les Habsbourg-Este ont hérité de ses biens e ses titres. La lignée masculine de la nouvelle maison s'est également éteinte en 1875, mais cette derniere a perduré, par testament, en tant que nouvelle branche cadette non souveraine des Habsbourg-Lorraine, et est toujours florissante en Belgique au 21e siècle.

## Histoire

### Les origines
La lignée trouve son origine dans deux traités signés en 1753 entre la maison de Habsbourg-Lorraine, représentée par l' impératrice Marie-Thérèse, et le duc de Modène François III d'Este, en vue de l'extinction de plus en plus probable de la branche ducale de la famille d'Este. Aux termes des deux traités (un public et un secret) , le troisième fils de l'impératrice, l'archiduc Léopold, alors âgé de 6 ans, est promis à la petite-fille de François, Marie-Béatrice, encore plus jeune, et est désigné par le duc comme son successeur en cas d'extinction de la lignée masculine de la maison d'Este. En échange, les Habsbourg s'engagent à maintenir les États d'Este distincts et séparés de leurs autres domaines. Marie-Béatrice était la seule survivante des deux petits-enfants de François et, compte tenu de la rupture définitive des relations entre ses parents, il n'était pas raisonnable d'en attendre d'autres ; néanmoins, elle n'avait pas le droit de succéder au trône en raison de la loi salique en vigueur dans le duché de Modène. Les traités stipulaient également que le nom d'Este serait relevé par les enfants à naître du couple, de sorte que leurs successeurs formeraient la maison d'Autriche-Este. Francois assumait entre-temps la charge intérimaire de gouverneur de Milan à qui l'archiduc était destiné.
En 1761, cependant, à la suite de la mort d'un frère aîné, Léopold devient le deuxième-né du couple impérial et est bientôt destiné à hériter du trône du Grand-Duché de Toscane, érigé en « secundogéniture », c'est-à-dire donné en apanage à la lignée dynastique issue du deuxième fils. Les traités de 1753 doivent donc être révisés et les deux familles, quoiqu’avec l'opposition véhémente du père de la fiancée, le futur duc Hercule III, conviennent, en 1763, de remplacer purement et simplement le nom de Léopold par celui de son frère cadet l'archiduc Ferdinand, quatre ans plus jeune que sa fiancée, transformant ainsi le duché de Modène en une sorte d'inhabituelle « tertiogéniture ».
En janvier 1771, la Diète perpétuelle d'Empire ratifie la future investiture de Ferdinand comme duc de Modène et de Reggio, et le 15 octobre le couple se marie à Milan, donnant naissance à la nouvelle lignée. François III restitue alors à Ferdinand son poste de gouverneur de Milan, où la nouvelle famille s'installe et où naissent coup sur coup les dix enfants du couple, au grand bonheur des dernières années de l'imperatrice.
En 1790, Marie-Béatrice succéde à sa mère Maria Teresa Cybo-Malaspina comme duchesse de Massa et Carrare, car dans l'État toscan, contrairement à Modène, la loi salique n'est pas en vigueur en vertu d'une dérogation accordée par l'empereur Charles V dans un décret du 16 juillet 1529.

### La perte des duchés
En 1780 Hercule III avait finalement succède à François III, mais il devient le dernier duc d'Este de Modène et Reggio de la lignée masculine directe, car en 1796 il est déposé par les Français, ainsi que sa fille, et leurs États sont incorporés à la République cispadane, puis à la République cisalpine et enfin au royaume d'Italie napoléonien. 
Chassée par les troupes de Bonaparte, la famille de Ferdinand et Marie-Béatrice doit fuir vers Venise puis vers Trieste, avant de trouver refuge en Autriche auprès de leur neveu l'empereur François II du Saint-Empire, où ils doivent sérieusement restreindre leur train de vie princier.
Lors du traité de Lunéville, en 1801, Hercule III est dédommagé de la perte de son duché par celui de Brisgau, conquis par les Français, dans lequel il n'aura pas l'occasion de se rendre. En effet, il meurt en 1803, et Ferdinand lui succède en titre. Lui non plus n'aura pas l'occasion de se rendre dans son duché de Brisgau : conséquence de la bataille d'Austerlitz, le traité de Presbourg de 1805 lui enlève le Brisgau au profit du grand-duc de Bade, allié de Napoléon.
L'archiduc Ferdinand meurt un an plus tard le 24 décembre 1806 et il est inhumé dans la crypte des Capucins à Vienne.
Au cours d'une visite de condoléances qu'il rend à sa tante, l'empereur François rencontre sa cousine l'archiduchesse Marie-Louise dont il apprécie le charme et la franchise. Veuf l'année suivante, il demande la main de la jeune fille, ce que l'archiduchesse Marie-Béatrice s'empresse d'accepter. La plus jeune fille de Ferdinand monte donc sur le trône de ses ancêtres, jolie revanche posthume pour un cadet qui n'avait guère fait parler de lui de son vivant.

### La Restauration
En 1815, Francois IV, le fils aîné de Ferdinand e Marie-Béatrice, est installé par le Congres de Vienne sur le trône de Modène et Reggio en tant qu'héritier de Ferdinand, à son tour tenu pour le successeur légal d'Hercule III. Marie-Béatrice est quant à elle rétablie comme souveraine du duché de Massa et Carrare, qu'elle gouvernera depuis Vienne jusqu'à sa mort en 1829, date à laquelle il sera également hérité par son fils et pleinement integré aux États d'Este.
La famille, descendant des Este, régna de nouveau sur le duché de Modène et Reggio de 1814 à 1859, sous le nom d'Autriche-Este et portant également les titres ducaux de la Mirandola et Concordia, de Massa et Carrara et, à partir de 1847, de Guastalla, ainsi que les autres titres souverains mineurs des fiefs qui, au cours des derniers siècles, étaient devenus des parties constitutives des États d'Este (principauté de Carpi, seigneurie de Correggio, comté de Novellara, principauté de San Martino in Rio). En 1859, ils seront incorporés dans le nouveau Royaume d'Italie, et François V, le dernier duc, sera destitué, se retirant dans ses domaines en Autriche.
Après la mort de sa mère Marie-Béatrice de Savoie en 1840, François V était considéré comme l'héritier légitime des trônes d'Angleterre et d'Écosse par les Jacobites.
Lorsque François meurt à Vienne le 20 novembre 1875, sa famille s'éteint en lignée masculine. Sa plus proche parente était sa nièce (aînée de son frère cadet Ferdinand Charles), l'archiduchesse Marie-Thérèse de Modène, qui avait épousé le prince Louis de Wittelsbach, future (et dernier) roi de Bavière, mais elle ne pouvait être son héritière legale en raison de la loi salique qui excluait les femmes de la succession.

### Après l'unification italienne
N'ayant donc pas de descendants directs, François V a prévu dans son testament qu'après sa mort les biens et le droits de sa lignée familiale passeraient à un autre membre de la maison mêre des Habsbourg-Lorraine, désignant l'archiduc François-Ferdinand, encore adolescent, comme son héritier, mais imposant des contraintes détaillées, présentes et futures, pour le maintien de ces droits : être né d'un mariage de rang, prendre le nom d'Autriche-Este, écarteler l'aigle blanc sur fond bleu des Este dans ses armoiries, parler correctement l'italien et garantir que les droits de la maison d'Autriche-Este ne seraient jamais tout simplement réabsorbés dans les domaines traditionnels des Habsbourg. François-Ferdinand étant le fils aîné de l'archiduc Charles-Louis, frère cadet de l'empereur François-Joseph, ces dispositions testamentaires transformaient le titre de Habsbourg-Este (Autriche-Este) en une sorte de « secundogéniture » au sein de la famille impériale , c'est-à-dire un apanage de la lignée du deuxième fils, destiné au cours du temps à rester séparé de la branche principale, éventuellement même par la fondation d'une nouvelle branche cadette. Pour le cas où François-Ferdinand et la maison de Habsbourg-Lorraine refuseraient ses conditions, François disposait que l'intégralité de son héritage reviendrait à ses plus proches parents masculins, ses neveux de Bourbon-Espagne, Charles-Marie et Alphonse-Charles, fils de sa sœur Marie-Béatrice, lesquels avaient vécu à Modène pendant leur enfance.
Cependant, les clauses testamentaires de François V ayant été acceptées, François-Ferdinand put prendre possession de l'héritage et assuma le nom d'Autriche-Este tout en ne descendant pas de la dernière rejetonne des Este, la duchesse Marie-Béatrice. En 1896, il devint héritier présomptif de l'Autriche-Hongrie et, selon les termes de la secundogéniture, il ne pouvait cumuler cet héritage avec celui des Habsbourg-Este, mais il est assassiné le 28 juin 1914 à Sarajevo avant de devenir empereur.
Les enfants de François-Ferdinand étant nés d'un mariage morganatique, et donc dépourvus de droits dynastiques, l'empereur François-Joseph confére, le 31 octobre 1914, l'héritage et les titres de Habsbourg-Este àu neveu et héritier légal de François-Ferdinand, à la fois également héritier du trône impérial, l'archiduc Charles. La question de la secundogéniture est évidemment mise de côté pour le moment, en attendant un éventuel élargissement de la descendance du jeune archiduc, alors limitée à un seul fils.
À la mort de François-Joseph en 1916, l'archiduc Charles monte sur le trône impérial sous le nom de Charles Ier et, le 16 avril 1917, en tant que chef de la maison de Habsbourg-Lorraine, il émit des lettres patentes conférant le nom, les armes et le patrimoine de Habsbourg-Este à son fils cadet, né entre-temps en 1915, l'archiduc Robert (depuis Robert d'Autriche-Este), et à ses futurs descendants selon la primogéniture masculine,. Par sa mère Zita de Bourbon-Parme, Robert était aussi par coïncidence un lointain descendant direct de Marie-Béatrice d'Este, et ainsi le sang des derniers ducs d'Este est également réuni avec le nom d'Autriche-Este.
À la mort de Robert, son fils aîné, l'archiduc Lorenz, né en 1955, lui succède en tant que chef de la maison. Il est marié à la princesse Astrid de Belgique, seule fille de l'ancien roi Albert II et sœur de l'actuel Philippe. Étant donné que la succession au trône de Belgique inclut désormais les femmes et supprime la préséance masculine, l'archiduc Lorenz d'Autriche-Este, est élevé en 1995 au titre supplémentaire de prince de Belgique. Les enfants du couple sont, depuis 1991, titrés archiduc (ou archiduchesse) d'Autriche-Este et prince ou princesse de Belgique. L'aîné d'entre eux est le prince Amedeo de Belgique, né en 1986.

## Arbres généalogiques

### Archiducs d'Autriche
- Marie-Thérèse d'Autriche (1717-1780)
  - François Ier (1708-1765)
  - Ferdinand d'Autriche-Este (1754-1806)
    - Marie-Béatrice d'Este (1750-1829)
      - Ferdinand Charles Joseph d'Autriche-Este (1781-1850)
      - Charles Ambroise d'Autriche-Este (1785-1809)
      - Marie-Louise de Habsbourg-Lorraine-Este (1787-1816)

  - Léopold II (1747-1792)
    - Marie Louise d'Espagne (1745-1792)
    - François Ier d'Autriche (1768-1835)
      - Marie Ludovika
      - Marie-Thérèse de Bourbon-Naples (1772-1807)
        - Ferdinand Ier d'Autriche (1793-1875)
        - Marie-Louise d'Autriche
        - Marie-Léopoldine d'Autriche
        - François-Charles d'Autriche (1802-1878)
          - Sophie de Bavière (1805-1872)
            - François-Joseph Ier (1830-1916)
              - Élisabeth de Wittelsbach

            - Maximilien Ier du Mexique (1832-1867)
            - Maria Anna Caroline Pia d'Autriche (1835-1840)
            - Louis-Victor de Habsbourg-Lorraine (1842-1919)
            - Charles-Louis d'Autriche (1833-1896)
              - Marie-Annonciade de Bourbon-Siciles
                - François-Ferdinand d'Autriche (1863-1914)
                - Otto de Habsbourg-Lorraine (1865-1906)
                - Marie-Josèphe de Saxe (1867-1944)
                - Charles Ier (1887-1922)
                  - Zita de Bourbon-Parme (1892-1989)
                  - Otto de Habsbourg-Lorraine (1912-2011)
                    - Regina de Saxe-Meiningen (1925-2010)
                    - Charles de Habsbourg-Lorraine (1961-)
                      - Francesca Thyssen-Bornemisza (1958-)
                      - Ferdinand Habsburg (1997-)

                    - Georges de Habsbourg-Lorraine (1964-)
                    - Duchesse Eilika d'Oldenburg (1972-)
                    - Károly-Konstantin (2004-)

                  - Robert d'Autriche-Este (1915-1996)
                    - Margherita de Savoie-Aoste (1930-)
                    - Maria Beatrix (1954-)
                    - Lorenz d'Autriche-Este (né en 1955)
                      - Astrid de Belgique (1962-)
                      - Amedeo de Belgique (1986-) (1er héritier)
                        - Nobile Elisabetta Maria Rosboch von Wolkenstein (1987-)
                        - Anna-Astrid (2016-)
                        - Maximilien (2019-) (2e héritier)

                      - Maria Laura de Belgique (1988-)
                      - Joachim (1991-) (3e héritier)
                      - Luisa Maria (1995-)
                      - Laetitia Maria (2003-)

                    - Gerhard (1957-) (4e héritier)
                    - Martin (1959-) (5e héritier)
                    - Princesse Katharina von Isenburg (1971-)
                      - Bartholomäus (2006-) (6e héritier)
                      - Emmanuel (2008-) (7e héritier)
                      - Hélène (2009-)
                      - Luigi (2011-) (8e héritier)

                    - Isabella (1963-)

                  - Félix de Habsbourg-Lorraine (1916-2011)
                  - Charles-Louis d'Autriche (1918-2007)
                  - Rodolphe d'Autriche (1919-2010)

                - Maximilien-Eugène d'Autriche (1895-1952)

### Ducs de Modène et Reggio
- Rinaldo III d'Este
  - Charlotte, duchesse de Braunschweig-Lüneburg
  - Francesco III (1698-1780)
    - Charlotte d'Orléans
    - Ercole III (1727-1803)
      - Maria Teresa Cybo-Malaspina, duchesse de Massa, princesse de Carrare
      - Rinaldo Francesco d'Este (1753)
      - Maria Beatrice (1750-1829)
        - Ferdinand Karl, archiduc d'Autriche
        - Josef Franz (1772)
        - François IV de Modène (1779-1846)
          - Maria Beatrice de Savoie
          - Maria Theresia d'Autriche-Este (1817-1886)
            - Henri de Bourbon-Artois, comte de Chambord

          - François V de Modène (1819-1875)
            - Adelgunde de Bavière
            - Anna Beatrice d'Autriche-Este (1848-1849)

          - Ferdinand Karl d'Autriche-Este (1821-1849)
            - Elizabeth Autriche (petite-fille de l'empereur Léopold II)
            - Maria Theresia d'Autriche-Este (1849-1919)
            - Ludwig III, roi de Bavière

          - Maria Beatrice de Savoie
            - Maria Beatrix d'Autriche-Este (1824-1906)

          - Juan de Borbón, comte de Montizon
          - Carlos de Borbón, duc de Madrid (1848-1909)
          - Alfonso Carlos de Borbón, duc de San Jaime (1849-1936)

        - Ferdinand d'Autriche-Este (1781-1850)
        - Maximilien Joseph d'Autriche-Este (1782-1863)
        - Karl d'Autriche-Este (1785-1809), archevêque d'Esztergom
        - Maria Theresia d'Autriche-Este (1773-1832)
          - Vittorio Emanuele I de Savoie

        - Josepha d'Autriche-Este (1775-1777)
        - Maria-Léopoldine d'Autriche-Este (1776-1848)
          - Ludwig, comte von Arco; eu un problème

        - Maria Antonia (1784-1786)
        - Marie Ludovika d'Autriche-Este (1787-1816)
          - Franz II, empereur romain germanique

## Blasons

Ferdinand d'Autriche-Este (1754-1806)
François IV d'Autriche-Este (1779-1846)
François V d'Autriche-Este (1819-1875)
Francis Ferdinand d'Autriche-Este (1863-1914)
Robert d'Autriche-Este (1915–1996)